# Myrmeciza berlepschi
Myrmeciza berlepschi é uma espécie de ave da família Thamnophilidae.
Pode ser encontrada nos seguintes países: Colômbia e Equador.
Os seus habitats naturais são: florestas subtropicais ou tropicais húmidas de baixa altitude.